# スペーサー (アシモフ)
スペーサー（spacer）はアイザック・アシモフのSF小説『鋼鉄都市』などのロボットシリーズ及びファウンデーションシリーズに登場する、宇宙に移民した人類の子孫を指す。「宇宙人」「宇宙族」と訳されている場合もある。

## 概要
超光速航法（ハイパースペース・トラベル）の実現によって、限られた人々が太陽系外惑星に移住し、ロボットの助けを借りて新世界を建設した。やがて彼らは自分達の生活水準を維持するために、厳格な人口調節を行うと共に地球からの移民を禁止した。数千年後には、彼らの子孫であるスペーサーの居住惑星は50個を数え、「スペーサー・ワールド」と呼ばれる様になっていた。
地球からの植民に際して疫病性微生物やその宿主・媒介者となる生物を除去する事で、あらゆる伝染性の疫病を駆逐したが、その代償として免疫抵抗力をほとんど失っている。また遺伝子改良によって寿命は300年以上に延ばされている。加えて、老化した組織や器官などを補修する外科技術も進歩している。
そうした数千年に渡る遺伝子改良と地球と異なる環境の影響により、既に遺伝的にも地球人とは別の生物種となっており、地球人とスペーサーとの間の生殖も不可能であるとされている（ただし、ソラリア出身のグレディアがオーロラ人のグレミオニスとの間に子孫をもうけている事から、スペーサーの間では遺伝的同一性は保たれている様である）。そのためスペーサーの多くは、先祖である地球人の事を「短命で病原菌の巣窟である野蛮な人類の亜種」として同じ人間とはみなしておらず、当時の地球に対するスペーサー・ワールド諸政府の抑圧はこの事に起因している。
同時にスペーサーは、高度な人間/ロボット共存社会を形成している（『鋼鉄都市』では双方の主要構成元素に因んでC/Feと呼ばれている。『はだかの太陽』では、そもそもスペーサーの祖先が宇宙移民を行ったのが、根深いフランケンシュタイン・コンプレックスを持つ地球社会から逃れて、理想のロボット共存社会を建設することが目的であったことが語られている）。いずれのスペーサー・ワールドでも多数のロボットが使役されており、家事や身辺の世話、生産活動などに従事している。住居はロボット達によって警備されており、個人にも常に一体以上のロボットがエスコートに付いているため、事実上暴力犯罪といったものは不可能であり、警察あるいはそれに相当する組織は存在しない（言うまでもなくこれらのロボットは全てロボット工学三原則に従っており、仮に犯罪や自殺を企てたとしても普通は自分のロボットに止められてしまう）。当然スペーサーは誰もがロボットの扱いに長けており、経験的に地球のロボット工学者並みの知識を有している。なお『はだかの太陽』にてソラリアの社会学者クェモットは、ソラリアのロボット社会をスパルタに喩えており、しかし三原則のおかげで反乱に備える必要もなく、全員がピラミッド社会の頂点のみに座して繁栄を謳歌できると語っている。ロボットへの絶対的信頼によって成立しているこの社会において、三原則は単なる工学上の原則に留まらず、社会基盤の根幹を成す絶対原則とも言える物になっている。
ロボット工学に留まらず、他の科学分野でも当時の地球をはるかに凌駕している（これは前述の長寿命により、一人の研究者が長期にわたって研究に携われる事が大きいと考えられる）。軍事力においても同様であり、地球人は事実上地球に封じ込められていた。
長命とロボットによる繁栄を謳歌したスペーサーだったが、安定はやがて衰退へと繋がり、イライジャ・ベイリの指導により始まった地球人の銀河系再植民（セツラー）が台頭すると共に弱体化し、銀河系の歴史の陰に消えていった。

## 作品中に登場するスペーサー・ワールド
オーロラ (Aurora)
『夜明けのロボット』の舞台となった惑星。『ロボットと帝国』『ファウンデーションと地球』にも登場する。
くじら座タウ星の惑星。自転周期0.93地球日、公転周期0.95地球年、地軸傾斜16°。二つの衛星（ティトノス、ティトノスII）を持つ。
人類が最初に移民を行った太陽系外惑星であり、当初は「ニュー・アース（新地球）」と呼ばれていたが、やがてローマ神話の夜明けの女神オーロラに因んで改名された。首都はエオス市（こちらはギリシャ神話の夜明けの女神エオスに因む）。
人口は2億人に調整されており（そのため全員が幼少時に選別され、不適格者は安楽死させられる）、対して100億体（一人当たり50体）のロボットが使用されている。
50のスペーサー・ワールドのリーダー的な立場を担っている。オーロラ政府は「議長」と呼ばれるリーダーの意向に従い、論争を避ける傾向にある。
2万年後のファウンデーションの時代には廃墟になっており、野生化した動植物が支配する地と化していた。銀河帝国首都トランターの一地区「マイコゲン」の人々は、自らがオーロラ人の子孫であると称している。
ソラリア (Solaria)
『はだかの太陽』の舞台となった惑星。『ロボットと帝国』『ファウンデーションと地球』にも登場する。
50番目、つまり最も新しいスペーサー・ワールド。元々はネクソンの人々の避暑地として開拓されたが、やがて定住者が増加して独立を獲得した。
全スペーサー・ワールドの中でも特にロボット工学に秀でており、高性能かつ多品種のロボットの製造・輸出によって知られている。ソラリア自体も高度にロボット化されており、人口2万人に対して2億体（一人当たり1万体）ものロボットが使役されている。
わずかな人数の人々がそれぞれ広大な領地を所有する状況から、立体映像によるコミュニケーションが一般化しており、逆に直接顔を合わせる事はタブーに近い扱いをされている。婚姻・生殖は遺伝子的に厳格に管理され、胎児の時点で母体から摘出され人工孵化させられる上、生まれた子供は全てロボット保育に委ねられるため、親子関係は希薄である（多くは互いに親子である事すら知らない）。
こうした状況からソラリア人は内向的で個人主義の性向が強く、他のスペーサー・ワールドとの交流も乏しかった。ついには完全に外部世界との接触を断ち、管理と防衛のためのロボットを残して地下へと移住する（この措置は他のスペーサー・ワールドに全く告知する事無く突然行われ、彼らの突然の消失は銀河系最大の謎として残されたが、ソラリア人以外を「人間」と認めず侵入を許さないロボット達に護られたソラリアは禁断の地と化し、やがてスペーサーの衰退と共に忘れ去られていった）。さらに自らの遺伝子改造を進め、雌雄同体化によって単為生殖を可能にすると共に、周囲の大気中の熱エネルギーを操作する特殊な感覚器官を発達させた。
2万年後のファウンデーションの時代にも存続しており、訪れたトレヴィズ一行の前に姿を現している。
ネクソン (Nexon)
ソラリアの移民元となったスペーサー・ワールド。ソラリアとの距離は2パーセク（6.5光年）。
メルポメニア (Melpomenia)
19番目のスペーサー・ワールド。『ファウンデーションと地球』でトレヴィズ一行が訪れた際は既に廃墟と化しており、増殖力の強い光合成微生物が蔓延していた。トレヴィズはここで石碑に記されていた50の全スペーサー・ワールドの座標を入手し、その中心にある地球の位置を突き止める事に成功する。名前はギリシア神話の女神メルポメネに因む。